# 格木属
格木属（学名：Erythrophleum）是云实科下的一个属，为乔木植物。该属共有17种，分布于非洲、亚洲东部和大洋洲北部的热带、亚热带地区。
属名Erythrophloeum来源于希腊语erythros（红色）和phleos（汁液）的合成词，指植株受伤后流出红色汁液。

## 物种
本属包括以下物种：
- 非洲格木 Erythrophleum africanum
- 格木 Erythrophleum fordii
- 几内亚格木 Erythrophleum suaveolens